# Lutezio
Il lutezio (fino al 1949 lutecio) è l'elemento chimico di numero atomico 71 e il suo simbolo è Lu.
È un elemento metallico del gruppo delle cosiddette terre rare; il lutezio compare solitamente associato all'ittrio e si usa a volte in leghe metalliche e come catalizzatore in vari processi chimici.

## Caratteristiche e applicazioni
Il lutezio è un metallo trivalente bianco-argenteo resistente alla corrosione e relativamente stabile all'aria ed è il più pesante degli elementi delle terre rare.
Per via del suo elevato costo di preparazione in quantità consistenti, ha pochi usi commerciali. Trova principalmente impiego in catalizzatori per il cracking del petrolio e per reazioni di alchilazione, idrogenazione e polimerizzazione.

## Storia
Il lutezio, dal latino Lutetia che era il nome dell'odierna Parigi, fu scoperto indipendentemente nel 1907 dallo scienziato francese Georges Urbain e dal mineralogista austriaco Carl Auer von Welsbach. Entrambi trovarono il lutezio come impurità del minerale gadolinite che il chimico svizzero Jean Charles Galissard de Marignac e molti altri ritenevano consistesse interamente dell'elemento itterbio.
Il processo di separazione del lutezio dall'itterbio di Marignac fu descritto per primo da Urbain e perciò andò a lui l'onore di battezzare il nuovo elemento. Egli scelse il nome di neoitterbio e lutecium, ma col tempo il nome neoitterbio cadde in disuso, sostituito da lutecio, e nel 1949 l'ortografia dell'elemento 71 fu modificata in lutezio.
Welsbach propose i nomi cassiopio per l'elemento 71, in onore della costellazione Cassiopea, e aldebaranio come nuovo nome per l'itterbio, ma queste proposte furono rifiutate sebbene alcuni scienziati tedeschi ancora chiamino "cassiopio" l'elemento 71.

## Disponibilità
Si trova associato a quasi tutti gli altri metalli delle terre rare, ma mai da solo: il lutezio è particolarmente difficile da separare dagli altri elementi ed è il meno abbondante di tutti i 92 elementi in natura. Per questo è anche uno dei più costosi: un grammo di lutezio vale circa sei volte un grammo d'oro.
Il più importante minerale di lutezio sfruttato commercialmente è la monazite [(Ce, La, ecc.)PO4] che contiene lo 0,003% di questo elemento. Il lutezio puro metallico è stato isolato solo recentemente ed è molto difficile da preparare. Si separa dagli altri lantanidi per scambio ionico: riduzione di LuCl3 anidro o LuF3 con un metallo alcalino o alcalino-terroso.

## Isotopi
Il lutezio naturale è composto di due isotopi di cui solo uno è stabile, 175Lu (abbondanza naturale 97,41%) mentre l'altro, il 176Lu ha un'emivita di 3,78×1010anni (2,59% abbondanza naturale). Sono stati catalogati altri 32 radioisotopi di cui i più stabili sono 174Lu con emivita di 3,31 anni e 173Lu con emivita di 1,37 anni. Tutti gli altri suoi isotopi radioattivi hanno emivite di meno di 9 giorni e la maggioranza non arriva a mezz'ora. Questo elemento ha anche 18 stati metastabili di cui i meno instabili sono 177mLu (t½ 160,4 giorni), 174mLu (t½ 142 giorni) e 178mLu (t½ 23,1 minuti).
Gli isotopi di lutezio hanno peso atomico che va da 149,973 (150Lu) a 183,961 (184Lu). Il principale modo di decadimento prima dell'isotopo stabile più abbondante (175Lu) è la cattura elettronica (con una lieve emissione di raggi alfa e positroni), mentre il modo principale dopo di esso è l'emissione beta. I più comuni prodotti di decadimento prima del 175Lu sono isotopi dell'elemento 70 (itterbio), e i prodotti principali dopo di esso sono isotopi dell'elemento 72 (afnio).

## Composti
Come quasi tutti gli altri elementi del suo gruppo, anche il lutezio è in genere trivalente. Fluoruro: LuF3, Cloruro: LuCl3, Bromuro: LuBr3, Ioduro: LuI3, ossido: Lu2O3, Solfuro: Lu2S3, Tellururo: Lu2Te3, Nitruro: LuN

## Precauzioni
Come tutti gli altri lantanidi, anche il lutezio è leggermente tossico e soprattutto i suoi composti dovrebbero essere maneggiati con attenzione. La polvere metallica di lutezio può incendiarsi ed esplodere se riscaldata. Il lutezio non ha alcun ruolo biologico nel corpo umano, ma si suppone che possa stimolarne il metabolismo.